# Inachus
Inachus Weber, 1795 é um género de crustáceos decápodes da família Inachidae pertencente ao grupo dos caranguejos-aranha (Majoidea).

## Espécies
Na sua presente delimitação, o género Inachus inclui as seguintes espécies:
- Inachus aguiarii Brito Capello, 1876
- Inachus angolensis Capart, 1951
- Inachus biceps Manning & Holthuis, 1981
- Inachus communissimus Rizza, 1839
- Inachus complectens (Rathbun, 1911)
- Inachus dorsettensis (Pennant, 1777)
- Inachus grallator Manning & Holthuis, 1981
- Inachus guentheri (Miers, 1879)
- Inachus leptochirus Leach, 1817
- Inachus mauritanicus Lucas, 1846
- Inachus nanus Manning & Holthuis, 1981
- Inachus phalangium (Fabricius, 1775)
- Inachus thoracicus Roux, 1830